# Torrey Mitchell
Torrey Mitchell, född 30 januari 1985 i Greenfield Park, Québec, är en kanadensisk professionell ishockeyspelare som spelar för HC Lausanne i NLA.
Han har tidigare spelat på NHL-nivå för Los Angeles Kings, Montréal Canadiens, Buffalo Sabres, Minnesota Wild och San Jose Sharks och på lägre nivåer för Worcester Sharks i AHL, San Francisco Bulls i ECHL samt University of Vermont i NCAA.

## Statistik
| 2002–03    | Hotchkiss School      | NEPSAC     | 26  | 19 | 30 | 49  | 33  | —  | — | —  | —  | —  |
| 2003–04    | Hotchkiss School      | NEPSAC     | 25  | 25 | 37 | 62  | 42  | —  | — | —  | —  | —  |
| 2004–05    | University of Vermont | NCAA       | 38  | 11 | 19 | 30  | 74  | —  | — | —  | —  | —  |
| 2005–06    | University of Vermont | NCAA       | 38  | 12 | 28 | 40  | 34  | —  | — | —  | —  | —  |
| 2006–07    | University of Vermont | NCAA       | 39  | 12 | 23 | 35  | 46  | —  | — | —  | —  | —  |
|            | Worcester Sharks      | AHL        | 11  | 2  | 5  | 7   | 27  | 6  | 1 | 1  | 2  | 15 |
| 2007–08    | San Jose Sharks       | NHL        | 82  | 10 | 10 | 20  | 48  | 13 | 1 | 2  | 3  | 10 |
| 2008–09    | San Jose Sharks       | NHL        | —   | —  | —  | —   | —   | 4  | 0 | 0  | 0  | 2  |
|            | Worcester Sharks      | AHL        | 2   | 1  | 0  | 1   | 0   | —  | — | —  | —  | —  |
| 2009–10    | San Jose Sharks       | NHL        | 56  | 2  | 9  | 11  | 27  | 15 | 0 | 2  | 2  | 2  |
|            | Worcester Sharks      | AHL        | 5   | 1  | 2  | 3   | 10  | —  | — | —  | —  | —  |
| 2010–11    | San Jose Sharks       | NHL        | 66  | 9  | 14 | 23  | 46  | 18 | 1 | 4  | 5  | 10 |
| 2011–12    | San Jose Sharks       | NHL        | 76  | 9  | 10 | 19  | 29  | 5  | 0 | 1  | 1  | 6  |
| 2012–13    | San Francisco Bulls   | ECHL       | 2   | 1  | 0  | 1   | 0   | —  | — | —  | —  | —  |
|            | Minnesota Wild        | NHL        | 45  | 4  | 4  | 8   | 21  | 5  | 1 | 0  | 1  | 0  |
| 2013–14    | Minnesota Wild        | NHL        | 58  | 1  | 8  | 9   | 21  | —  | — | —  | —  | —  |
|            | Buffalo Sabres        | NHL        | 9   | 1  | 0  | 1   | 4   | —  | — | —  | —  | —  |
| 2014–15    | Buffalo Sabres        | NHL        | 51  | 6  | 7  | 13  | 26  | —  | — | —  | —  | —  |
|            | Montreal Canadiens    | NHL        | 14  | 0  | 1  | 1   | 8   | 12 | 1 | 4  | 5  | 6  |
| 2015–16    | Montreal Canadiens    | NHL        | 71  | 11 | 8  | 19  | 51  | —  | — | —  | —  | —  |
| 2016–17    | Montreal Canadiens    | NHL        | 78  | 8  | 9  | 17  | 38  | 3  | 1 | 0  | 1  | 0  |
| 2017–18    | Montreal Canadiens    | NHL        | 11  | 0  | 0  | 0   | 2   | —  | — | —  | —  | —  |
|            | Los Angeles Kings     | NHL        | 49  | 6  | 5  | 11  | 28  | 4  | 0 | 0  | 0  | 0  |
| 2018–19    | HC Lausanne           | NHL        | —   | —  | —  | —   | —   | —  | — | —  | —  | —  |
| NHL totalt | NHL totalt            | NHL totalt | 666 | 67 | 85 | 152 | 351 | 79 | 5 | 13 | 18 | 36 |
| AHL totalt | AHL totalt            | AHL totalt | 18  | 4  | 7  | 11  | 37  | 6  | 1 | 1  | 2  | 15 |
| NLA totalt | NLA totalt            | NLA totalt | —   | —  | —  | —   | —   | —  | — | —  | —  | —  |